# 玉井镇 (临洮县)
玉井镇，是中华人民共和国甘肃省定西市临洮县下辖的一个乡镇级行政单位。

## 行政区划
玉井镇下辖以下地区：
白塔村、中营村、杨家台村、店子村、岚观坪村、姚家坪村、孟家坪村、苟家坪村、宋家坪村、袁家湾村、曹家岭村、韩家寨子村、白家沟村、朱家坪村、录丰村、南丰村、陈家咀村、番寺坪村和宋家沟村。